# 千両町
千両町（ちぎりちょう）は、愛知県豊川市の地名。

## 地理

### 河川・池沼
- 佐奈川

### 交通
- 東名高速道路赤塚パーキングエリア（下り）
- 愛知県道21号豊川新城線
- 愛知県道334号千万町豊川線
- 新東名高速道路

### 施設
- 上千両神社
- 弘法大師堂
- 犬頭神社
- 豊川市立千両小学校
- 豊川市スポーツ公園
- 数谷原児童遊園
- 豊川市三月田最終処分場

## 歴史

### 人口の変遷
国勢調査による人口および世帯数の推移。
| 1995年（平成7年）  | 694世帯 2585人 |  |
| 2000年（平成12年） | 726世帯 2621人 |  |
| 2005年（平成17年） | 799世帯 2681人 |  |
| 2010年（平成22年） | 796世帯 2529人 |  |
| 2015年（平成27年） | 787世帯 2311人 |  |
| 2020年（令和2年）  | 745世帯 2165人 |  |

### WEB
1. ↑  “愛知県豊川市の町丁・字一覧”.   人口統計ラボ. 2024年5月1日閲覧。
2. 1 2  総務省統計局 (2022年2月10日). “令和2年国勢調査の調査結果(e-Stat) - 男女別人口，外国人人口及び世帯数－町丁・字等” (CSV). 2023年8月2日閲覧。
3. ↑  “読み仮名データの促音・拗音を小書きで表記するもの(zip形式) 愛知県” (zip).   日本郵便 (2024年2月29日). 2024年3月26日閲覧。
4. ↑  “市外局番の一覧” (PDF).   総務省 (2022年3月1日). 2022年3月22日閲覧。
5. ↑  “ナンバープレートについて”.   一般社団法人愛知県自動車会議所. 2024年1月21日閲覧。
6. ↑  総務省統計局 (2014年3月28日). “平成7年国勢調査の調査結果(e-Stat) - 男女別人口及び世帯数 －町丁・字等” (CSV). 2021年7月20日閲覧。
7. ↑  総務省統計局 (2014年5月30日). “平成12年国勢調査の調査結果(e-Stat) - 男女別人口及び世帯数 －町丁・字等” (CSV). 2021年7月20日閲覧。
8. ↑  総務省統計局 (2014年6月27日). “平成17年国勢調査の調査結果(e-Stat) - 男女別人口及び世帯数 －町丁・字等” (CSV). 2021年7月21日閲覧。
9. ↑  総務省統計局 (2012年1月20日). “平成22年国勢調査の調査結果(e-Stat) - 男女別人口及び世帯数 －町丁・字等” (CSV). 2021年7月21日閲覧。
10. ↑  総務省統計局 (2017年1月27日). “平成27年国勢調査の調査結果(e-Stat) - 男女別人口及び世帯数 －町丁・字等” (CSV). 2021年7月21日閲覧。